# Olmito (Texas)
Olmito es un lugar designado por el censo ubicado en el condado de Cameron en el estado estadounidense de Texas. En el Censo de 2010 tenía una población de 1.210 habitantes y una densidad poblacional de 646,17 personas por km².

## Geografía
Olmito se encuentra ubicado en las coordenadas 26°1′39″N 97°32′25″O / 26.02750, -97.54028. Según la Oficina del Censo de los Estados Unidos, Olmito tiene una superficie total de 1.87 km², de la cual 1.66 km² corresponden a tierra firme y (11.48%) 0.21 km² es agua.

## Demografía
Según el censo de 2010, había 1.210 personas residiendo en Olmito. La densidad de población era de 646,17 hab./km². De los 1.210 habitantes, Olmito estaba compuesto por el 62.81% blancos, el 0.58% eran afroamericanos, el 1.49% eran amerindios, el 0% eran asiáticos, el 0% eran isleños del Pacífico, el 35.12% eran de otras razas y el 0% pertenecían a dos o más razas. Del total de la población el 95.79% eran hispanos o latinos de cualquier raza.